# Leucauge tristicta
Leucauge tristicta là một loài nhện trong họ Tetragnathidae.
Loài này thuộc chi Leucauge. Leucauge tristicta được miêu tả năm 1891 bởi Thorell.